# Oxydia brevipecten
Oxydia brevipecten är en fjärilsart som beskrevs av Claude Herbulot 1985. Oxydia brevipecten ingår i släktet Oxydia och familjen mätare. Inga underarter finns listade i Catalogue of Life.